# 米氏凯伦藻
米氏凯伦藻（學名：Karenia mikimotoi）隶属于双鞭毛虫门橫裂甲藻綱裸甲藻目（Gymnodiniales）凯伦藻科（Kareniaceae）:67-78凯伦藻属，是一種广泛分布于全球海域、亦是海洋中主要的有毒及有害的赤潮藻物種，對魚類有毒性。
這個物種於1935年在日本首度被發現，隨後在世界各地亦有發現，包括有：美國東岸、挪威及英吉利海峡。

## 描述
米氏凯伦藻有黃棕色的叶绿体，如同其他同屬物種，能夠透過光合作用活化，而且不具殼片（thecal plates），形態上比較近似卵形:2,73。藻華一般會在較溫暖的月份形成。
米氏凯伦藻有毒性，但其具體毒性現時仍未完全了解；但其他同屬凱倫藻屬的物種已分離出可殺死海洋生物的毒素。舉例說：短葉凱倫藻（Karenia brevis ，又譯「短葉卡倫氏菌」）具有短毒素。這種毒素相信是結合了透過藻華本身引發的缺氧環境及毒素本身的毒性，從而達致對海洋生物的殺害。
現時已知米氏凱倫藻可產生溶血性毒素及魚毒素，而在香港的藻株可釋出會引致魚類死亡的毒素:73。2005年，有科學家從米氏凱倫藻發現新的毒素，稱之為裸甲藻毒 gymnocin A和B ，但這兩種低度毒素與米氏凯伦藻的高致死率並不相符。現時估計，可能在赤潮發生時，米氏凯伦藻填滿了魚鰓，使藻的毒素直接與魚鰓接觸。這相信是米氏凯伦藻對魚類毒害的機制。香港的中文大學及公開大學目前正在進行相關的研究工作。

## 延伸閱讀
- Imai, Ichiro; Nishibori, Naoyoshi. . Harmful Algae. October 2013, 29: 10–13. doi:10.1016/j.hal.2013.07.002.
- Yang, Chen; Tian, Yan; Rencheng, Yu; Mingjiang, Zhou. . Chinese Journal of Oceanology and Limnology. July 2011, 29 (4): 860–868. doi:10.1007/s00343-011-0514-8.